# 카를 대제의 기병도

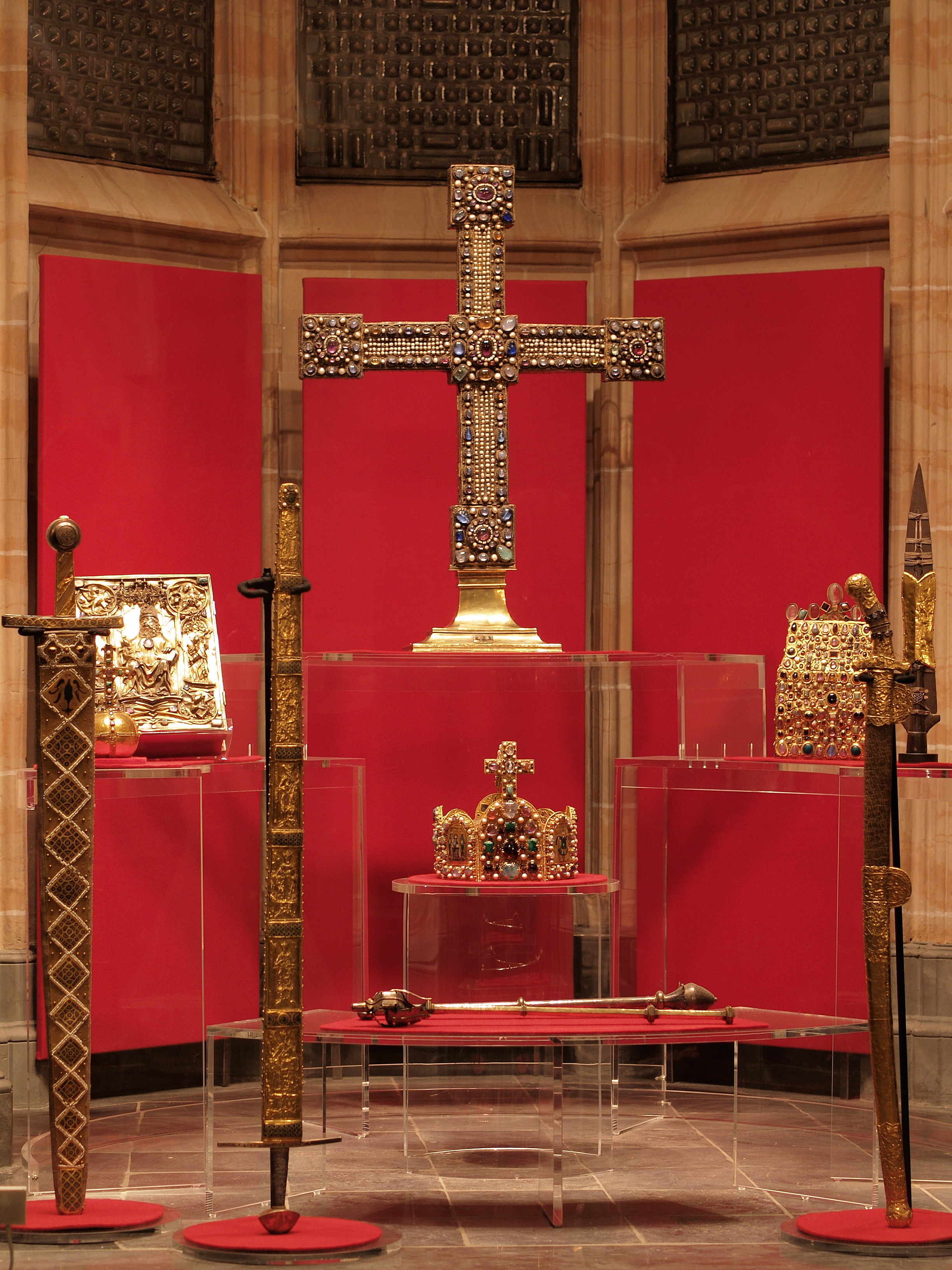
아헨 시청의 제국보기 복제품. 가장 오른쪽이 기병도다.

카를 대제의 기병도(독일어: Säbel Karls des Großen 제벨 카를스 데스 그로센[*])는 마자르인 양식의 초기 기병도다. 신성로마제국의 대관보기인 아헨 보기 3점 중 하나다. 다른 보기들과 함께 현재는 오스트리아 호프부르크의 황실내탕고에 보관 중이다.
10세기 상반기쯤에 동유럽에서 제작되었을 것으로 추정된다.
야사에서는 기원후 1000년에 신성로마황제 오토 3세가 카롤루스 1세 마그누스의 무덤을 열었다가 발견했다고 한다. 19세기에는 이 검이 카롤루스 시절의 물건이 맞다고 여겨졌지만,, 현대의 분석으로는 시기적으로 오토 3세와는 맞을 지 모르나 카롤루스 1세와는 아무 관련이 없다고 결론내리고 있다.
제1차 대프랑스 동맹 때 프랑스군이 아헨을 향해 진군해 오자 파더보른의 카푸친 작은형제회 수도원으로 옮겼고, 1801년 빈으로 옮겨져 다른 보기들과 함께 호프부르크 황실내탕고에 들어갔다. 1938년 아돌프 히틀러의 명령으로 뉘른베르크로 가져가 전시되었다. 제2차 세계대전기에는 공습을 피해 역사예술엄폐호에 집어넣었다. 1945년 미군에 의해 발견되어 1946년 호프부르크로 반환되었다.

## 참고 자료
- Hermann Fillitz. Die Insignien und Kleinodien des Heiligen Römischen Reiches. Schroll, Wien und München 1954.
- Wilhelm Schwemmer. "Die Reichskleinodien in Nürnberg 1938–1945" in Mitteilungen des Vereins für Geschichte der Stadt Nürnberg, Vol. 65, 1978, pp. 397–413; online
- Sabine Haag (ed.). Meisterwerke der Weltlichen Schatzkammer, Kunsthistorisches Museum, Wien, 2009, ISBN 978-3-85497-169-6.
- Jan Keupp et al. (eds.). „… die keyserlichen zeychen …“ Die Reichskleinodien – Herrschaftszeichen des Heiligen Römischen Reiches, Regensburg 2009, ISBN 978-3-7954-2002-4.
- Ernst Kubin. Die Reichskleinodien. Ihr tausendjähriger Weg. Amalthea, Wien und München 1991, ISBN 3-85002-304-4.